# Třída UC I
Třída UC I byla třída pobřežních minonosných ponorek německého císařského námořnictva z období první světové války. Vyvinuty byly na základě malých ponorek třídy UB I. Vyznačovaly se malými rozměry a jednoduchou konstrukcí, umožňující jejich rychlou stavbu. Byly to vůbec první minonosné ponorky zařazené do služby (ruská minonosná ponorka Krab byla rozestavěna dříve, ale dokončena až později).

## Pozadí vzniku
Celkem bylo postaveno 15 jednotek této třídy. Deset jich postavila loděnice AG Vulcan Stettin v Hamburku a pět loděnice AG Weser v Brémách.
Jednotky třídy UC I:
| Jméno    | Loděnice           | Založení kýlu | Spuštěna | Vstup do služby | Status |
| -------- | ------------------ | ------------- | -------- | --------------- | --- |
| SM UC 1  | AG Vulcan, Hamburk | 1914          | 1915     | květen 1915     | V červenci 1917 u pobřeží Flander potopena minou. |
| SM UC 2  | AG Vulcan, Hamburk | 1914          | 1915     | květen 1915     | Dne 2. července 1915 v Severním moři taranována a potopena lodí SS Cottingham. Vyzvednuta Brity. |
| SM UC 3  | AG Vulcan, Hamburk | 1914          | 1915     | červen 1915     | Dne 27. května 1916 potopena minou v Severním moři. |
| SM UC 4  | AG Vulcan, Hamburk | 1914          | 1915     | červen 1915     | Dne 5. října 1918 potopena ve Flandrech vlastní posádkou. |
| SM UC 5  | AG Vulcan, Hamburk | 1914          | 1915     | červen 1915     | Dne 27. dubna 1916 ztroskotala ve vichřici v ústí Temže. Vyzvednuta Brity. |
| SM UC 6  | AG Vulcan, Hamburk | 1914          | 1915     | červen 1915     | Dne 28. září 1917 zničena minou v ústí Temže. |
| SM UC 7  | AG Vulcan, Hamburk | 1914          | 1915     | červenec 1915   | Dne 6. července 1916 potopena britským hlídkovým člunem v ústí Temže. |
| SM UC 8  | AG Vulcan, Hamburk | 1914          | 1915     | červenec 1915   | Dne 4. listopadu 1915 během plavby do Flander ztroskotala na pobřeží Nizozemska. Internována a 13. března 1917 zařazena do nizozemského námořnictva jako M1. Vyřazena byla roku 1931.                         |
| SM UC 9  | AG Vulcan, Hamburk | 1914          | 1915     | červenec 1915   | Dne 21. října 1915 potopena vlastní minou v Severním moři. |
| SM UC 10 | AG Vulcan, Hamburk | 1914          | 1915     | červenec 1915   | Dne 21. srpna 1916 v Severním moři potopena britskou ponorkou HMS E54. |
| SM UC 11 | AG Weser, Brémy    | 1914          | 1915     | duben 1915      | Dne 26. června 1918 potopena v Severním moři minou. |
| SM UC 12 | AG Weser, Brémy    | 1914          | 1915     | květen 1915     | Provozována pod Rakousko-uherskou vlajkou jako SM U 24. Dne 13. března 1916 poblíž Tarentu potopena vlastní minou. Vyzvednuta Italy a v březnu 1917 zařazena do italského námořnictva jako X1. Vyřazena 1919. |
| SM UC 13 | AG Weser, Brémy    | 1914          | 1915     | květen 1915     | Provozována pod Rakousko-uherskou vlajkou jako SM U 25. Dne 29. listopadu 1915 ztroskotala v bouři v Černém moři.                                                                                             |
| SM UC 14 | AG Weser, Brémy    | 1914          | 1915     | červen 1915     | Provozována pod Rakousko-uherskou vlajkou jako SM U 18. Dne 3. října 1917 potopena minou u pobřeží Flander.                                                                                                   |
| SM UC 15 | AG Weser, Brémy    | 1914          | 1915     | červen 1915     | Provozována pod Rakousko-uherskou vlajkou jako SM U 19. Ve dnech 14.–15. listopadu 1916 potopena minou v Černém moři.                                                                                         |

## Konstrukce

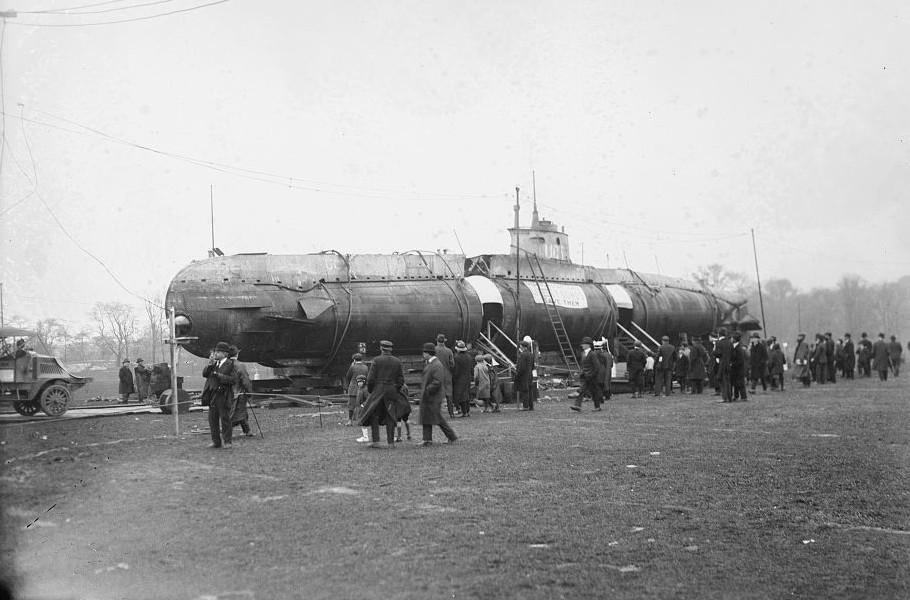
SM UC 5

Ponorky měly jednotrupou koncepci a plný výtlak pouhých 183 tun. Jejich jedinou výzbroj tvořilo šest 1000mm trubic sloužících pro vypouštění dvanácti min. Pohonný systém tvořil jeden dieselový čtyřválec Daimler (UC 11 měla diesel Benz) o výkonu 90 bhp a jeden elektromotor o výkonu 175 shp, pohánějící jeden lodní šroub. Nejvyšší rychlost dosahovala 6,2 uzlu na hladině a 5,2 uzlu pod hladinou. Na hladině měly dosah až 780 námořních mil při rychlosti 5 uzlů a pod hladinou 50 námořních mil při rychlosti  uzly. Hloubka ponoru dosahovala 50 metrů.

## Uživatelé
Itálie

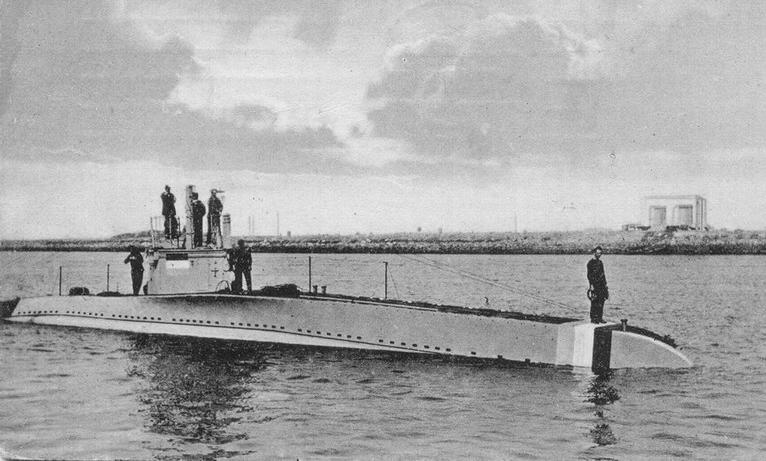
Nizozemská ponorka M1 (ex SM UC 8)

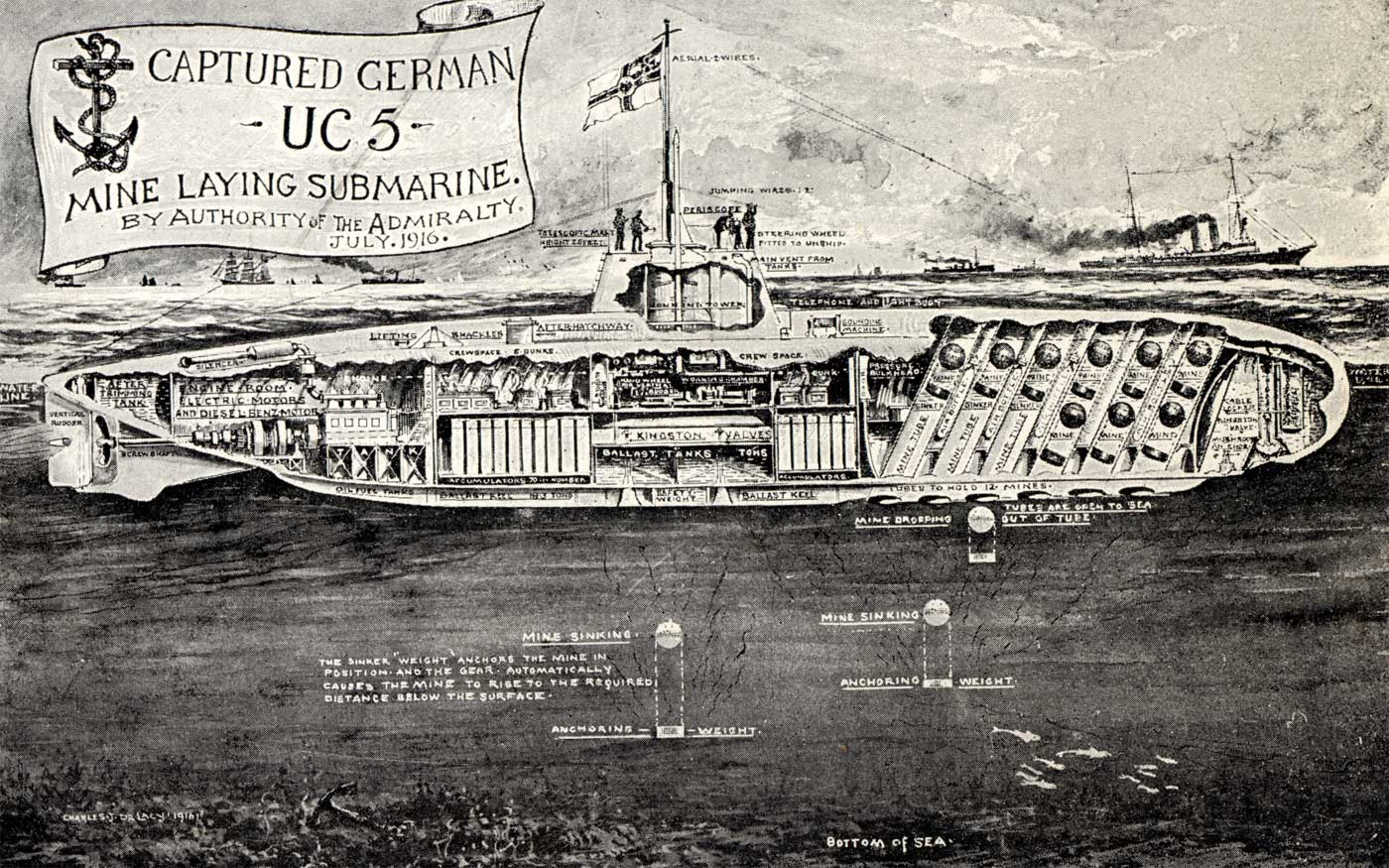
Průřez ponorkou typu UC I na dobové ilustraci

- Italské královské námořnictvo – V letech 1917–1919 provozována ponorka X1 (ex UC 12).[5]

 Německá říše
- Kaiserliche Marine – V letech 1915–1918 provozovalo celkem 15 ponorek této třídy.[3]

 Nizozemsko
- Nizozemské královské námořnictvo – V letech 1917–1931 provozována ponorka M1 (ex UC 8).[4]

 Rakousko-Uhersko
- Rakousko-uherské námořnictvo – V letech 1915–1917 provozováno čtyři ponorky tohoto typu.